# GNU Privacy Guard
GNU Privacy Guard (GnuPG, GPG) とは、暗号化ソフトウェア Pretty Good Privacy (PGP) の代替として開発された自由ソフトウェアである。GPGは、OpenPGP の標準仕様である、現在は旧式となった IETFの規格 RFC 4880に準拠している。PGP の最新バージョンは、GnuPG やその他の OpenPGP v4 準拠システムと相互運用可能である 。
2023年11月には、2007年のOpenPGP v4仕様（RFC4880）の更新を目的とした2つの草案が発表され、最終的には2024年7月にRFC 9580標準となった。GnuPG開発者からの提案であるLibrePGPはOpenPGP Working Group に採用されず、GnuPGの将来のバージョンでは現在のバージョンのOpenPGPはサポートされない。
GnuPGはGNUプロジェクトの一部であり、1999年にドイツ政府から多額の資金提供を受けた。

## 開発
GnuPG の開発は ヴェルナー・コッホ(Werner Koch) によって始められた。現在では David Shaw と Timo Schulz も加わっている。また、g10 Code が Werner Koch と Timo Schulz を資金面で援助している。
バージョン 1.0.0 は 1999 年にリリースされ、それ以降 2002 年の 1.2.0 や 2004 年の 1.4.0 のように、安定版は最初の小数部分が偶数になるバージョンでリリースされている。
一方、 S/MIME 機能の導入を目的とした別系列の開発版が 1.9 系列として開発が進められていた。この系列は2006年11月23日に 2.0 としてリリースされた。
2014年11月、楕円曲線暗号のサポートなど新しいOpenPGP規格に準拠した 2.1 系列がリリースされた。
2.0 系列、2.2/2.1 系列と並行して 1.4 系列のサポートは継続しており、1.4 系列は 2.2/2.1 系列あるいは 2.0 系列と同時にインストール、独立して運用することが可能である。2.2/2.1 系列と 2.0 系列を同時にインストールすることはできない。

### 系列
2022年8月現在、GnuPG には 3 つの系列が存在する。
- "Stable" (2.3): 最新の安定版。初版リリースは2021年4月8日[10]。
- "LTS" (2.2): 2017年8月28日に、2.2.0として新たな安定版となった[11]。初版リリースは2014年11月6日[9]。サポート終了は2024年12月31日の予定。
- "Legacy" (1.4): 旧来のスタンドアロン版。古いシステムや組み込み用途に適している。初版リリースは2004年12月16日[12]。

既にサポートが終了した系列は 3 つ存在する。
- 2.0 系列: 初版リリースは2006年11月13日[13]。最終版は2016年3月31日リリースの2.0.30[14]。
- 1.2 系列: 初版リリースは2002年9月22日[15]、最終版は2004年10月26日リリースの1.2.6[16]。
- 1.0 系列: 初版リリースは1999年9月7日[1]、最終版は2002年4月30日リリースの1.0.7[17]。

## 利用形態
GnuPG は数多くの OS に含められてきた。
また、GUI のフロントエンドも開発されており、KMail や Evolution といった電子メールクライアントに統合されたものや、
KDE の KGpg や GNOME の Seahorse のように単独のアプリケーションもある。これらフロントエンドの多くは GnuPG 開発者が用意した GPGME (GnuPG Made Easy) ライブラリを利用している。
- GUIフロントエンドの例
  - WinPT（Windows用）
  - GnuPG Shell（Linux/Windows用）
  - KGpg、Seahorse（Linux用）
- 電子メールクライアントの例
  - Enigmail（Linux/macOS/Windows用、Mozilla ThunderbirdおよびSeamonkey用拡張機能）
  - KMail、Evolution（Linux用）
- 統合パッケージ（GnuPGとGUIフロントエンド・電子メールクライアントの一括インストール）
  - Gpg4win（Windows用）
  - GPGTools（macOS用）

## アルゴリズム
GnuPG は、特許で制限されているアルゴリズムを含めていない。
したがって、従来の GnuPG では、PGP の過去のバージョンで標準で用いられていた International Data Encryption Algorithm (IDEA) を使うことができず、使用にはプラグインが必要であったが、各国における IDEA の特許切れに伴い、1.4.13/2.0.20 から IDEA が含まれるようになった。これは、過去のコンテンツの署名検証、復号および古いPGPからGnuPGへの移行といった互換性維持のための最低限のサポートであり、既定では新しい鍵の作成における選択肢には現れない。
RSA は 2000 年に特許が切れたので、1.0.3 から含まれるようになった。
また、1.4.10/2.0.12 から Camellia も含まれるようになった。
2.1系列以降では楕円曲線暗号（楕円曲線DSA (ECDSA)、楕円曲線ディフィー・ヘルマン鍵共有 (ECDH)、エドワーズ曲線デジタル署名アルゴリズム (EdDSA)）に対応する。
2022年時点での安定版である2.3系列および長期サポート版 (LTS) である2.2系列において対応しているアルゴリズムは、下記のとおりである。
- 公開鍵暗号
  - RSA
  - ElGamal
  - DSA
  - ECDH (cv25519, cv448[注釈 3], nistp256, nistp384, nistp521, brainpoolP256r1, brainpoolP384r1, brainpoolP512r1, secp256k1)
  - ECDSA (nistp256, nistp384, nistp521, brainpoolP256r1, brainpoolP384r1, brainpoolP512r1, secp256k1)
  - EdDSA (ed25519, ed448[注釈 3])
- 共通鍵暗号
  - IDEA（過去のバージョンとの互換性維持のため）
  - 3DES
  - CAST5
  - Blowfish
  - AES-128, -192, -256
  - Twofish
  - Camellia-128, -192, -256
- 暗号学的ハッシュ関数
  - MD5
  - SHA-1
  - RIPEMD-160
  - SHA-256, SHA-384, SHA-512, SHA-224
- 圧縮形式
  - 無圧縮
  - ZIP
  - ZLIB
  - BZIP2